# Rahul Mohindar Oscilador
O Oscilador de Rahul Mohindar (RMO) é um tipo de Análise Técnica, também conhecida como análise gráfica, desenvolvida por Rahul Mohindar, da Viratech Índia. Indica as tendências em mercados financeiros e é projetada para trabalhar com os valores de abertura, fechamento, máximos e mínimos, para uma variedade ampla de ativos, inclusive ações(ou acções), Taxa de câmbio, comodites etc.